# Atentado de Caracas de 2018
El Atentado de Caracas de 2018, también llamado por diversos medios atentado contra Nicolás Maduro, denominado por los organismos de seguridad como Operación Yunque-Martillo y llamado por opositores a Maduro como Operación Fénix, tuvo lugar el sábado 4 de agosto de 2018, durante un acto por la conmemoración de los 81 años de la creación de la Guardia Nacional Bolivariana (GNB), cuando un par de drones suicidas explotaron a escasos metros de Nicolás Maduro mientras daba un discurso en la Avenida Bolívar en Caracas.

## Sucesos
El discurso de Maduro se estaba transmitiendo por cadena nacional en frente de un desfile militar compuesto por efectivos de la GNB y en compañía de autoridades como la primera dama Cilia Flores y el Ministro de la Defensa Vladimir Padrino López cuando súbitamente se vio interrumpido por lo que se registró como la explosión de un octacoptero que sobrevolaba a distancia de la tarima presidencial, lo que tras unos instantes de aparente desconcierto instó a la seguridad presidencial a escudar al mandatario con chalecos de kevlar, instante capturado por reporteros independientes pero inicialmente censurado de la transmisión oficial, que pasó a cambiar la toma en pantalla de la transmisión al rostro de un oficial por breves segundos, hasta pasar a la del desfile oficial, en el cual, tras una aparente segunda explosión (que posteriormente se divulgaría tuvo lugar en un edificio de apartamentos aledaños) se aprecia cómo los oficiales formados en protocolo rompieron inesperadamente su formación en búsqueda de resguardo ante el pánico desatado mientras el mandatario era evacuado del evento, finalizando de manera abrupta la transmisión. Los cuerpos de seguridad manejan la situación como un «atentado contra el presidente». Al menos siete cadetes de la GNB fueron heridos, mientras que el mandatario, al igual que su gabinete, salieron ilesos de acuerdo a la primera declaración oficial de lo sucedido.

## Investigaciones

### Atentado

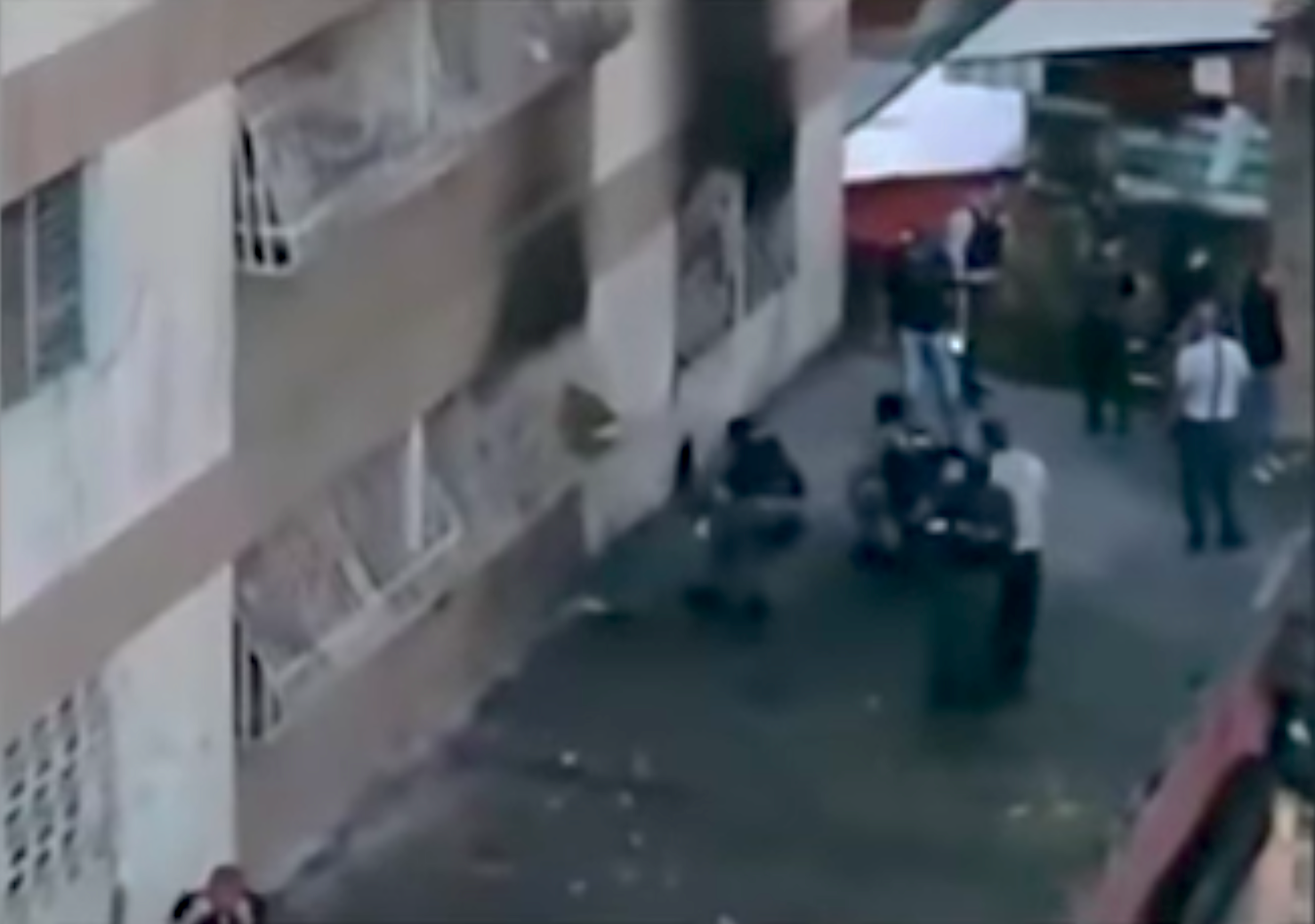
Agentes del Servicio Bolivariano de Inteligencia Nacional investigando.

El ministro para la Comunicación y la Información, Jorge Rodríguez, aseveró a los medios de comunicación que la explosión se debió a la detonación de varios "drones" (UAV civil de multirotor) cargados con explosivos C-4. Más tarde en una rueda de prensa, Rodríguez también aseguró que las explosiones habían sido un intento de asesinato contra el presidente y que este se encontraba ileso al igual que todos los miembros de su gobierno que en ese momento lo acompañaban. Afirmó que al menos siete miembros de la GNB salieron heridos.
Al día siguiente del atentado, Rodríguez declaró a la agencia de noticias Sputnik que hubo tres explosiones: una de un dron frente a la tarima presidencial, otro dron que se levantó y explotó hacia el lado derecho de la tarima, en la esquina de Caracas llamada Curamichate, eso fue lo que generó que un sector de los familiares de los efectivos que estaban en la parada se desplazaran corriendo hacia la izquierda y un tercer dron explotó en las inmediaciones de un edificio al sur de la tarima. A su vez, dijo que, según las investigaciones, el atentado fue planeado desde seis meses antes.

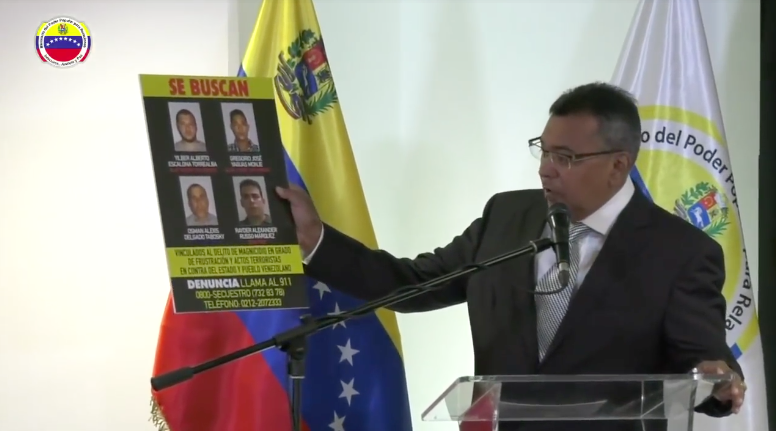
Néstor Reverol comparte información sobre los sospechosos.

Ese día, el ministro de interior y justicia venezolano, Néstor Reverol, reveló que se utilizaron drones DJI M600 y que cada uno llevaba 1 kg de explosivo C4. Reverol también dijo que los servicios de inteligencia lograron identificar los lugares desde donde los artefactos fueron desplegados. Uno de los aparatos voló sobre la tarima presidencial con la presumible intención de ser detonado por los atacantes. Sin embargo, las fuerzas de seguridad pudieron desorientar el dron, obligándolo a que estallara en otro lugar (esta fue la primera explosión), cayó en un edificio residencial, donde explotó en la primera planta. El segundo dron detonado fue el único que logró su objetivo al estallar al lado derecho de la tarima presidencial, en la esquina Curamichat.

### Acusados

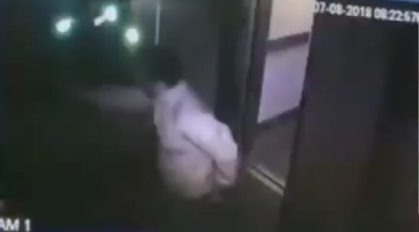
Requesens sujeta su brazo contra los agentes del SEBIN durante su arresto

Al anochecer, el presidente Maduro dio una rueda de prensa. En ella, mencionó que parte de los presuntos autores del ataque habían sido capturados sin especificar cuántos ni quiénes. El mandatario anunció tener sospechas de que los responsables del ataque son personas que viven en Estados Unidos e instó al presidente Donald Trump a abrir una investigación al respecto.
Acusó al gobierno del expresidente colombiano, Juan Manuel Santos de ser el presunto instigador del atentado. Sin embargo, también mencionó que se sospecha que la "ultraderecha" venezolana (refiriéndose oposición venezolana) o la de Colombia (o bien ambas en "alianza", según dijo) estén detrás del ataque. La cancillería colombiana negó las acusaciones a las que tachó de "ridículas".
El 5 de agosto, el ministro Reverol declaró la detención de seis terroristas presuntamente implicados en el ataque. Precisó que había sido recabada "importante evidencia de interés criminalístico" que incluye grabaciones de vídeo. El día del incidente la periodista venezolana exiliada en Estados Unidos Patricia Poleo leyó un comunicado en el que informa que un grupo denominado "Soldados de Franelas", supuestamente conformado por militares rebeldes se adjudicó el ataque.
El exjefe de policía municipal y activista de la oposición, Salvatore Lucchese, dijo que ayudó a organizar una operación para lanzar drones armados sobre una parada militar. En una entrevista a Reuters, Lucchese, dijo que orquestó el ataque con militantes antigobierno y la “resistencia” (manifestantes opositores al gobierno). Posteriormente, indicó que no se adjudicaba las acciones de la "resistencia". Señaló que "Quiero aclarar públicamente que no estoy adjudicándome ninguna acción de la resistencia venezolana, simplemente soy un soldado más de la lucha libertaria que ha emprendido la resistencia para la libertad de Venezuela, no escondo mi lucha soy responsable de lo que digo con lo que hago”, escribió en su Twitter.
El día 7 de agosto en una cadena nacional el presidente venezolano presentó presuntas pruebas donde aseguró además que los implicados que catalogó como terroristas revelaron que los diputados Julio Borges y Juan Requesens participaron en la planificación del hecho, así mismo informó que solicitaría orden de extradición a los prófugos en Colombia y Estados Unidos. Así mismo señaló que los dos grupos que participaron en el atentado fueron entrenados entre abril y junio en una finca en la población de Chinácota, en el norte de Santander (Colombia).
Al día siguiente Tarek William Saab, fiscal general, informó que 19 personas estaban vinculadas de forma directa con el presunto atentado contra el presidente Nicolás Maduro, Y pidió al Tribunal Supremo de Justicia que emitiera una sentencia para dar por el enjuiciamiento de los diputados implicados, la cual se efectuó y se remitió a la Asamblea Nacional Constituyente quien la aprobó.
Ese mismo día el Canciller de Venezuela Jorge Arreaza anunció que fue solicitada, por los canales pertinentes, la extradición de los supuestos implicados en el atentado. Por otro lado el ministro Reverol informó en su cuenta en Twitter que miembros de los partidos Vente Venezuela y Primero Justicia estaban vinculados con el suceso, expresando: “Las investigaciones señalan la vinculación de Juan Requesens, ya detenido, y de Julio Borges, del partido Primero Justicia. La mayoría de los implicados forman parte del grupo de resistencia Vente Venezuela”.
El Parlamento venezolano, de mayoría opositora, pidió a la comunidad internacional desconocer la orden de captura contra el diputado opositor Julio Borges, emitida por la Sala de Casación Penal del Tribunal Supremo de Justicia al vincularlo con el atentado contra el presidente Nicolás Maduro. La Asamblea Nacional declaró que la medida contra Borges, quien se encuentra en el exilio, "es de naturaleza política y no debe ser reconocida por ningún tribunal extranjero", según un acuerdo aprobado el 9 de agosto.

Al día siguiente el ministro de Información Jorge Rodríguez Gómez en cadena nacional aseguró que uno de los drones que explotaron fue detonado desde Estados Unidos, expuso presuntas pruebas que mostraron el vuelo del drone en territorio colombiano y un mapa donde estaba la ruta trazada que siguió el aparato hasta llegar a la tarima presidencial, por otra parte, Rodríguez informó que solicitaron código rojo ante la Interpol para capturar a Julio Borges, a quien calificó de "asesino", también mostró un video del diputado a la Asamblea Nacional Juan Requesens en el que aseguraba que había colaborado con el ingreso de los autores del supuesto atentado:
“Desde hace varias semanas fui contactado por Julio Borges, quien me pidió el favor de pasar a una persona de Venezuela a Colombia. Se trata de Juan Monasterios, me contacté con él a través de la mensajería. Yo estaba en San Cristóbal”
Agregó que le escribió al funcionario de Migración Colombia, Mauricio Jiménez, para que lo ayudara a pasar a Monasterios. Sin embargo, en su declaración no da detalles con respecto a un ataque al presidente de la República:
“Le escribí a Mauricio Jiménez, supervisor de migración, y le hice la solicitud y el inmediatamente se puso en contacto con Juan Monasterios para hacer el pase de San Antonio a Cúcuta”.
La oposición denunció que Requesens fue drogado y torturado para obtener las declaraciones. Una fuente del partido Primero Justicia aseguró que el parlamentario fue drogado para obligarlo a declarar y cuando los funcionarios se dieron cuenta de que Requesens aún estaba consciente, continuaron drogándolo hasta que el diputado no pudo controlar sus esfínteres. La fuente señaló que a Requesens lo amenazaron con asesinar a sus padres y con violar a su hermana. En el video se observa al diputado en ropa interior manchada con excrementos mientras que un hombre le pide que se de la vuelta. Ese mismo día fue trasladado por funcionarios del Servicio Bolivariano de Inteligencia desde El Helicoide hasta el Palacio de Justicia, sin embargo su audiencia fue diferida para el 13 de agosto. El 4 de agosto de 2022 sentencian a ocho años de prisión al líder opositor Juan Requesens, su abogado Joel García, mantiene la inocencia de Requesens, para lo cual sostiene que el Ministerio Público no pudo demostrar la responsabilidad de Juan Requesens en ninguno de los siete delitos por los que fue acusado”. De igual forma fueron sentenciado otras dieciséis personas con penas de hasta 30 años, como el caso del general de división Alejandro Pérez Gámez y el sargento retirado Juan Carlos Monasterio.
Detenidos el 19 de marzo de 2019, María Delgado Tabosky fue relacionada con un hermano militar que se encuentra en el exilio y su esposo Juan Carlos Marrufo un exmilitar italiano acusados de supuesto financista del asalto a un cuartel y del atentado fallido contra Nicolás Maduro, el pasado 4 de agosto de 2018. El 4 de agosto de 2022, el Tribunal Especial Primero de Primera Instancia en funciones de Juicio de Terrorismo, a cargo de la jueza Hennit López Mesa, dictó penas por 30, 24, 20, 16 y 5 años para 17 personas supuestamente vinculadas entre ellos: Emirlendris Benítez, Juan Carlos Monasterios, Juan Requesens, Argenis Valera, José Miguel Estrada, Alberto Bracho, Brayan Oropeza, Henribert Rivas, Yolmer Escalona, Yanin Pernía, Oswaldo Castillo, el general Héctor Hernández da Costa el general de División Alejandro Pérez Gámez y el coronel Pedro Zambrano.
El 9 de diciembre de 2022 sentenciaron a 30 años de prisión al matrimonio de María Delgado y Juan Carlos Marrufo detenidos hace tres años y ocho meses que les habían otorgado tarjeta de excarcelación al no tener pruebas durante el atentado con un dron. También fue condenado a 30 años el Teniente Coronel Rodríguez Dos Ramos.
El 2 de abril de 2024 la Corte de Apelaciones a cargo de la jueza Katherine Harrington (sancionada en 2015), ratificó la condena de 30 años contra Emirlendris Benítez, quien junto a Oswaldo Castillo y el general Héctor Hernández da Costa, también enfrentan pena máxima. El Grupo de Trabajo de Naciones Unidas sobre Detenciones Arbitrarias pidió su liberación inmediata en 2022. También que se le concediera una indemnización y otros tipos de reparación, pero esta decisión no fue tomada en cuenta por la jueza Hennit López Mesa al momento de dictar la sentencia a 30 años.

### Propiedades incautadas
El ministro de Interior, Justicia y Paz, Néstor Reverol informó sobre la incautación de bienes inmuebles. Entre las propiedades incautadas se encuentran:
- Las clínicas Elohim y San Lázaro, ubicadas en Valencia, estado Carabobo.[47]
- El Centro de Rehabilitación APS, en Cagua, estado Aragua.[48]
- La Fundación Pinto Delgado.[49]
- La Finca San Luis.[50]

De igual modo, se confiscaron apartamentos y un conjunto de empresas.

## Controversias
Nicolás Maduro ha denunciado en diferentes ocasiones la preparación de un atentado en su contra. Varios testigos aseguran que no se logró ver ningún dron durante el atentado.
La oposición venezolana también se mostró escéptica de las versiones oficiales:

“Aún está por verse si realmente fue un atentado, un accidente fortuito o alguna de las otras versiones que circulan por redes sociales [...] “Lo responsable sería esperar a que se realicen las investigaciones pertinentes, pero es muy difícil creer lo que digan los burócratas del régimen”
Parte del comunicado emitido por el Frente Amplio de Venezuela.

Varios medios lograron recopilar versiones sobre el atentado. Un diario español, por ejemplo, citó a un militar que se encontraba a pocos metros de Maduro que dijo no haber visto drones, aunque sí haber escuchado “una explosión ‘como de mortero’ y a cierta altura”, sin embargo otros afirman que lograron ver al presunto dron sobrevolando el área del acto. Inicialmente se reportó que tres bomberos que se hicieron presentes aseguraron que el ruido fue provocado por la explosión de un tanque de gas en un apartamento cercano, si bien no se han suministrado los nombres de los tres bomberos, ni fotografías de la explosión de gas, y Telemundo mostró un video que muestra el segundo dron chocando contra el edificio. Un agente de policía afirmó que los drones podrían haber sido lanzados desde el apartamento, pues el edificio se habría incendiado después de que un dron se precipitase contra el mismo. Escépticos consideran que el atentado es una "operación de falsa bandera" diseñada por el gobierno de Maduro para justificar "mayor represión" a la oposición venezolana.

### Comentarios de Jaime Bayly
El presentador peruano Jaime Bayly aseguró en el programa de televisión que tiene en Estados Unidos, que ya sabía del atentado y que apoyó esta iniciativa. “Me enteré del plan durante la semana. Mis fuentes, que generalmente son confiables, me llamaron, me conminaron a una reunión. Yo no quería ir porque soy perezoso, pero fui y los escuché. Me dijeron: ‘El sábado vamos a matar a Maduro con drones, hemos probado los drones en Caracas, funcionan’. Y yo les dije: ‘Hágale, vamos para adelante’”, dijo Bayly en su programa. El 9 de agosto aseguró que Julio Borges y Juan Requesens, diputados a la Asamblea Nacional, no estuvieron relacionados con el presunto atentado:
“Les doy mi verdad, que no es la verdad absoluta, pero que es la verdad que me han contado las fuentes confiables que tengo en Washington. Fuentes que conocían el atentado y que no se oponían a él”.

### Presuntos infiltrados
Dos de los presuntos implicados en el atentado en contra del presidente Nicolás Maduro fueron acusados en diciembre de 2017 por Óscar Pérez, fallecido inspector del Cuerpo de Investigaciones Científicas Penales y Criminalísticas, de estar infiltrados dentro de su grupo de "resistencia". “Infiltrados del régimen dentro de las filas de la resistencia, Rayder Russo, alias Salomón / Teniente Pico y Osman Delgado Tabosky, alías Jeremías, hacen videos para beneficio propio, fueron descubiertos y ahora venden información al gobierno”, escribió Pérez en su Twitter. En el atentado se señaló a Russo como el planificador logístico, captador y capacitador de los autores materiales del “ataque” y a Delgado Tabosky como encargado del financiamiento del presunto magnicidio.

### Grupo de Óscar Pérez
El presunto grupo denominado “Equilibrio Nacional Venezuela” -donde pertenecía el fallecido ex inspector del CICPC Óscar Pérez, un funcionario sublevado que lideró el ataque al Tribunal Supremo de Justicia en 2017 y pereció en un polémico operativo nombrado Operación Gedeón a principios de 2018- señaló que el atentado contra el presidente Nicolás Maduro “es una farsa” preparada por cuerpos de inteligencia. “Nosotros, funcionarios activos de diferentes cuerpos policiales y militares, hermanos de lucha de Óscar Pérez, le aseguramos que el supuesto atentado en contra del dictador Nicolás Maduro es una farsa orquestada por el G2 cubano”, dijo en un video:
“Esta no es una operación nuestra, no se confundan (…) El régimen hará uso de sus tarifados en medios de comunicación y en las redes sociales para desprestigiar nuestro mensaje, como lo hicieron con nuestro hermano Óscar Pérez en su momento”.

## Reacciones

### Internacionales

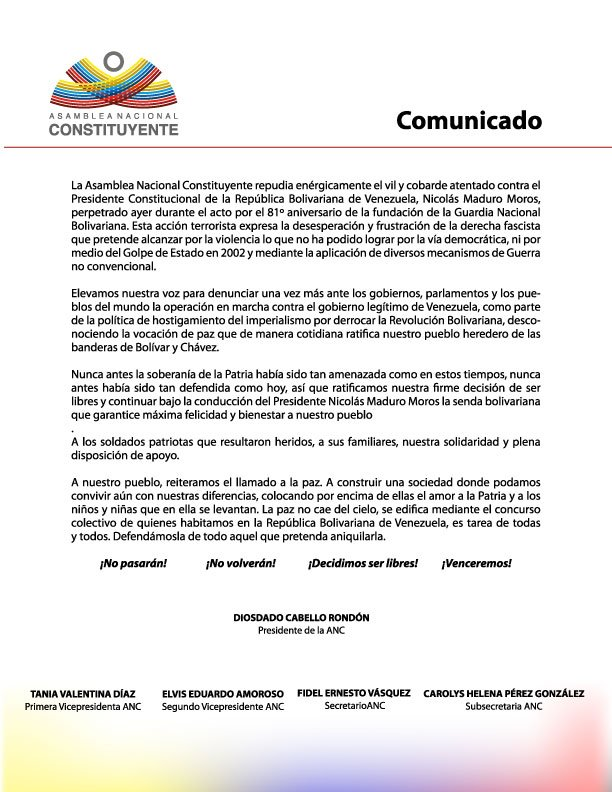
Comunicado de la Asamblea Nacional Constituyente condenando el atentado.

#### Organizaciones internacionales supranacionales
- Grupo de Lima: Los países que integran el Grupo de Lima piden al Gobierno de Venezuela para que una investigación "independiente, exhaustiva y transparente" del atentado fallido contra el presidente Nicolás Maduro con el fin de que se esclarezca "de manera imparcial".

- OPEP: La Organización de Países Exportadores de Petróleo condenó el ataque perpetrado contra el presidente de Venezuela, Nicolás Maduro Moros, y extendió su solidaridad con el pueblo. Mediante un comunicado, la OPEP reseñó que “este tipo de actos de terror no deberían tener cabida en nuestra sociedad”, por lo que se solidarizan con el pueblo venezolano al condenar el ataque.

- Unión de Naciones Suramericanas: El organismo repudió el "intento de magnicidio" al presidente venezolano.[72]

- Unión Europea: La Unión Europea pidió que se lleve a cabo "una investigación exhaustiva y transparente" sobre el ataque el pasado sábado al presidente de la República Bolivariana de Venezuela, Nicolás Maduro, "con el fin de esclarecer los hechos, en pleno respeto del Estado de derecho y los derechos humanos".[73]

#### América
- Belice: Mediante un comunicado oficial, el Gobierno de Belice condenó los actos de violencia.[74]

- Bolivia: El presidente boliviano Evo Morales rechazó el atentado a través de su cuenta de Twitter.

- Chile: El partido comunista de Chile comentó que ha tomado conocimiento de un atentado perpetrado contra el presidente Maduro y autoridades civiles y militares y expresó su rechazo.[75]

- Colombia: La cancillería colombiana calificó de "absurdos" los señalamientos de que el expresidente de Colombia, Juan Manuel Santos, sería el autor intelectual del atentado con Nicolás Maduro.[76]

- Cuba: A través de un comunicado de la Cancillería, el presidente de Cuba Miguel Díaz-Canel y el expresidente Raúl Castro expresaron su apoyo al presidente Maduro.[77]

"El Gobierno Revolucionario expresa su plena e inquebrantable solidaridad con Venezuela y el irrestricto apoyo al Presidente Nicolás Maduro Moros y a la unión cívico-militar del pueblo bolivariano y chavista."
Parte del comunicado de la Cancillería de Cuba.

- Dominica: El primer ministro de la Mancomunidad de Dominica, Roosevelt Skerrit condenó enérgicamente el atentado fallido contra el presidente venezolano, Nicolás Maduro.[78]

- Ecuador: La cancillería de la República de Ecuador emitió un comunicado en el que expresa su firme rechazo a los hechos violentos que tuvieron lugar el 4 de agosto en la ciudad de Caracas, durante las ceremonias de conmemoración del 81er. aniversario de la Guardia Nacional Bolivariana, que provocaron varios heridos y pusieron en peligro al presidente de la República Bolivariana de Venezuela, Nicolás Maduro, a sus acompañantes y a otros asistentes al acto oficial.[79]

- Estados Unidos: El asesor de seguridad nacional de Estados Unidos John Bolton, declaró que su país no tuvo relación alguna en el ataque contra Nicolás Maduro. “Inequívocamente no hay participación del Gobierno de Estados Unidos en absoluto”.[80]

- Nicaragua: El presidente de Nicaragua Daniel Ortega y la vicepresidenta del país por medio de un comunicado condenó los hechos.[81]

- El Salvador: El mandatario salvadoreño Salvador Sánchez Cerén expresó su solidaridad con Venezuela, además de condenar el atentado.

- Panamá: El presidente panameño señaló que espera que se realice una investigación y calificó de irresponsables las acusaciones de Maduro hacia el presidente Juan Manuel Santos con respecto al atentado.[82]

- San Vicente y las Granadinas: El gobierno de San Vicente y las Granadinas condenó el intento de magnicidio contra el jefe de Estado.[83]

- Uruguay: El Ministerio de Relaciones Exteriores, a través de un comunicado de prensa, "condenó enérgicamente los hechos de violencia", manifestando su "solidaridad con las víctimas y sus familiares". Uruguay rechazó "todo acto ilegal de violencia con fines políticos, independientemente de sus autores o destinatarios".[84]

#### Europa
- Bielorrusia: La cancillería bielorrusa ha tachado de "inaceptable e inaudito" el uso de "tales tácticas violentas y repugnantes de lucha en el país bolivariano". “Jamás aceptaremos cualquier manifestación de violencia y terror”, ha señalado.[85]

- Bulgaria: El Partido Socialista de Bulgaria manifiesta su indignación tras atentado contra el presidente Nicolás Maduro.[86]

- España: El Ejecutivo español subrayó su "firme condena a la utilización de cualquier tipo de violencia con fines políticos".[87]

- Francia: El partido de izquierda francés condenó rotundamente el atentado fallido contra el mandatario venezolano.

- Noruega: El Partido Comunista de Noruega condenó el “cobarde intento de magnicidio contra el presidente Maduro“.[88]

- Rusia: Desde la cancillería rusa se emitió un comunicado donde se condenó el hecho expresó “su solidaridad con el pueblo venezolano”.[89]

#### Asia
- China: La cancillería de China expresó que se opone a todas las formas de acciones violentas y extremas, y apoya los "esfuerzos brindados por la parte venezolana para realizar la estabilidad, la paz y el desarrollo de la nación".[90]

- Irán: La diplomacia iraní considera al atentado como un paso hacia la inestabilidad y la inseguridad en Venezuela, el cual buscan los "enemigos" del país sudamericano.[91]

- Palestina: El Comité Central de Al Fateh de Palestina manifestó por medio de un comunicado su más enérgico rechazo ante el atentado contra el presidente venezolano Nicolás Maduro.[92]

- Siria: El Ministerio de Exteriores del país árabe dijo que el atentado solo pretende desestabilizar el país, y pidió tanto al oficialismo como a la oposición venezolana respetar la soberanía de su país.[93]

- Turquía: A través de un comunicado de cancillería el gobierno turco hizo conocer al gobierno de Venezuela su "gran preocupación" y expresó que condena el atentado.[94]

#### África
- Argelia: La República Argelina Democrática y Popular condenó el atentado contra el presidente Maduro y se solidarizó con el gobierno venezolano.[95][96]

- Namibia: El mandatario de la República de Namibia, Hage Geingob, condenó el atentado contra su homólogo.[97]

- Sudáfrica: El Congreso Nacional Africano dijo recibir con "sorpresa" el presunto intento de asesinato de Nicolás Maduro. También la Unión de Trabajadores Metalúrgicos Liberados de Sudáfrica condenó el atentado.[98][99]

- Zambia: El vicesecretario general del Partido Socialista de Zambia y candidato a la presidencia del país africano, Fred M’membe, se solidarizó con el presidente Maduro.[100]

### Nacionales
El gobernador del estado Carabobo, Rafael Lacava, condenó el atentado. El gobernador del estado Guárico, José Vásquez, acompañado del alto mando militar y el equipo político del Partido Socialista Unido de Venezuela (PSUV) en la entidad, expresó su rechazo ante el atentado en contra del presidente Nicolás Maduro. El gobierno estatal de Portuguesa repudió y condenó el atentado contra Maduro. Mediante un comunicado el partido de gobierno rechazó el intento de magnicidio.

"El Partido Socialista Unido de Venezuela (PSUV) rechaza contundentemente el intento de magnicidio contra nuestro hermano Presidente y denunciamos a quienes desde los centros de poder imperial en los Estados Unidos de América y la Unión Europea, con el apoyo de los gobiernos de derecha del continente, pretenden destruir la Revolución Bolivariana y el ejemplo que de ella emana, a través de un baño de sangre en una conflagración que les permita desintegrar la unidad de la nación venezolana, apoderarse de nuestros recursos naturales y esclavizar a nuestro pueblo para recolonizar a Nuestra América. "
Partido Socialista Unido de Venezuela.

La Federación de Cámaras y Asociaciones de Comercio y Producción (Fedecámaras) condenó el atentado con explosivos del cual salió ileso Maduro, al tiempo que pidió que haya una investigación "con absoluta seriedad" que esclarezca los hechos ocurridos. La oposición venezolana se mostró escéptica de las versiones oficiales, emitiendo un comunicado:

“Aún está por verse si realmente fue un atentado, un accidente fortuito o alguna de las otras versiones que circulan por redes sociales [...] “Lo responsable sería esperar a que se realicen las investigaciones pertinentes, pero es muy difícil creer lo que digan los burócratas del régimen”
Parte del comunicado emitido por el Frente Amplio de Venezuela.

Nicolás Maduro acusó el 29 de abril de 2024 a su exministro de Petróleo Tareck El Aissami y a Samark López: «Desde enero de 2018 estaban en coordinación con la conspiración».